# Словакия на летних Олимпийских играх 2008

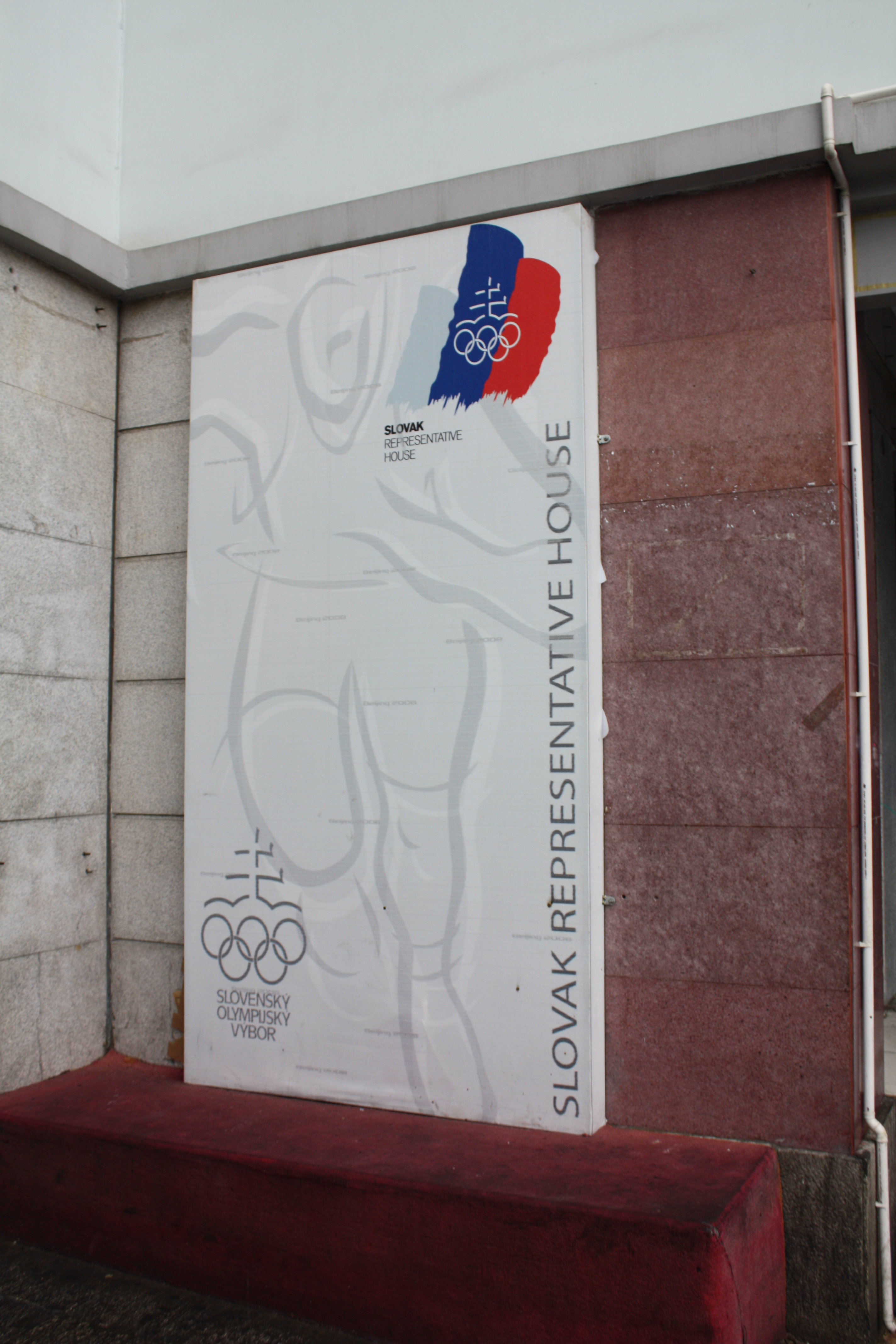

Словакия принимала участие в Летних Олимпийских играх 2008 года в Пекине (КНР), и завоевала шесть олимпийских медалей.

## Медалисты

### Золото
- Михал Мартикан — гребля на байдарках и каноэ, каноэ-одиночка, мужчины
- Елена Калиска — гребля на байдарках и каноэ, байдарка-одиночка, женщины
- Павол Гохшонер, Петер Гохшонер — гребля на байдарках и каноэ, каноэ-двойка, мужчины

### Серебро
- Юрай Тарр, Михал Ришдорфер, Рихард Ришдорфер, Эрик Влчек — гребля на байдарках и каноэ, байдарки-четвёрки, 1000 м, мужчины
- Зузана Штефечекова — стрельба, трап, женщины

### Бронза
- Давид Мусульбес — борьба, вольная борьба, до 120 кг, мужчины